# Asura basitessellata
Asura basitessellata là một loài bướm đêm thuộc phân họ Arctiinae, họ Erebidae.